# کابرال (جمهوری دومنیکن)
کابرال (به لاتین: Cabral) یک منطقهٔ مسکونی در جمهوری دومینیکن است که در استان بارائونا واقع شده‌است. کابرال ۱۴۹٫۳ کیلومتر مربع مساحت و ۱۴٬۵۲۳ نفر جمعیت دارد.